# ثقافة سلطنة عمان
الثقافة في عُمان هي كل ما يتعلق بحياة الأشخاص الذين يعيشون في سلطنة عمان. الدين الرسمي فيها الإسلام، ويشمل السنة والشيعة والإباضية. يُعد شهر رمضان، والأعياد الإسلامية أحداثًا مهمة جدًا في الثقافة العمانية.

## اللباس الوطني
الزي الوطني للرجال "الدشداشة" وهي ثوب طويل يصل إلى الكاحل، بدون ياقة وأكمام طويلة غالباً لونها بيضاء، بالإضافة للون البني والأسود، والكمة وهي قبعة مطرزة. بالإضافة إلى المزر "نوع من العمامة"، والعسة "عصا تستخدم في المناسبات الرسمية"، والخنجر المنحني، يرتدى في المناسبات الرسمية، وغالبًا يوصف بأنه رمز مهم للرجل العماني.
أما الزي الوطني للمرأة العمانية فهو الثوب والسروال واللحاف "غطاء للرأس". وعادةً تكون ملونة للغاية، وأحذية ذات نعل خشبي، ولكن في الوقت الحاضر، استبدل بالصندل. في الأماكن العامة ترتدي معظم النساء العباءة، وهي ثوب أسود تُرتدى فوق الملابس، والحجاب وهو غطاء الشعر الإسلامي.

## الداو
الداو أو الدهو رمزًا مهمًا في عُمان وهو قارب شراعي مستخدم منذ القدم على طول شبه الجزيرة العربية والهند وشرق إفريقيا لأغراض التجارة. كان أقدم استخدام مسجل للداو العماني في القرن الثامن حين وصل إلى الصين. اما في الوقت الحالي يستخدم الداو لأغراض التجارة والسياحة وصيد الأسماك، ويمكن رؤيته على طول ساحل عُمان.

## المطبخ العماني
يعد المطبخ العماني جزءًا من مطبخ الخليج العربي ويتأثر بالمأكولات العربية غالباً وبشكل أقل الباكستانية، الإيرانية، الهندية، الآسيوية، شرق البحر الأبيض المتوسط والأفريقية، مما يعكس مكانة عمان كإمبراطورية تجارية واسعة عند تقاطع تجارة التوابل التقليدية الطرق. غالبًا ما تعتمد الأطباق على الدجاج والسمك ولحم الضأن بالإضافة إلى الأرز الأساسي، ومجموعة متنوعة من الحساء والسلطة والخضروات الطازجة، ويميل المطبخ إلى استخدام التوابل والأعشاب والمخللات بشكل كبير. أما طبق الحلوى المشهور فهو "الحلوى العمانية" وعادة تقدم قبل تناول القهوة، وتعتبر رمزاً للضيافة. والشاي واللبن الرائب المالح من أشهر المشروبات الشعبية.